# 包絡線尖頭電力

AM変調信号を例にした包絡線尖頭電力（PEP）の表現。 PEPは赤で示された電力領域である。

包絡線尖頭電力（ほうらくせん せんとう でんりょく、Peak envelope power、PEP）とは、変調の頂点における高周波1サイクルの平均電力のこと。米国では連邦通信委員会（FCC）の定義とである。PEPは通常の動作条件下で変調包絡線の頂点が時々または連続的に繰り返されるものとみなしている。FCCは、無線送信機の最大電力基準を設定するためにPEPを使用している。

## AMでのPEP
搬送波の線形、完全対称、100%変調を仮定すると、振幅変調（AM）送信機のPEP出力はその搬送波EPの4倍である。言い換えれば、現代の典型的な100ワットのアマチュア・トランシーバーは、AMで動作する場合、通常、25ワット以下のキャリア出力に定格される。

## PEP対平均電力
PEPは、適切に形成された連続波（CW）送信における定常的な搬送波電力、または無線電信のドットまたはダッシュの平均電力に等しい。PEPは、定常的な周波数変調（FM）、周波数偏移変調（FSK）、またはラジオテレタイプ（RTTY）送信の平均電力にも等しい。
平均電力は、FSKのような複雑な変調形態ではPEPと同じであるが、電力オーバーシュートを伴うCW波形のような歪んだエンベロープや、SSBやAM音声送信のような振幅変調波形の長期的な平均電力とは、特定の比率や数学的な関係を持たない。例えば、SSB音声伝送の典型的な平均電力は、PEP の 10～20%である。PEPに対する長期平均電力の割合は、処理によって増加し、極端な音声処理では一般的に～50%に達する。

## PEPレベル制御
最近のほとんどのアマチュアトランシーバーは、ALC（automatic level control、自動レベル制御）システムを使用して、パワーを調整するためにPEPをサンプリングする。ALCシステムの時間遅延と、RF信号が複数のステージ、特にナローフィルターを通過する有限時間は、しばしば異常なエンベロープ歪みを生じさせる。この歪みは一般に、リーディング・エッジでの電力包絡線オーバーシュートとして現れ、時にはAMで負のキャリア・シフトを引き起こす。設計が不十分なトランシーバーの中には、定常状態のPEP設定の数倍の短期電力包絡線オーバーシュートを持つものがある。この包絡線オーバーシュートは、PEPと平均電力の定義をさらに複雑にする。
PEPは、移動送信機が互いに干渉する可能性を最も正確に表すため、放送以外のAMアプリケーションでよく使用された。現在ではその使用はやや推奨されず、送信機の空中線電力（または平均実効輻射電力）が一般的に使用されている。                     